# Stichopogon fragilis
Stichopogon fragilis là một loài ruồi trong họ Asilidae. Stichopogon fragilis được Back miêu tả năm 1909. Loài này phân bố ở vùng Tân Bắc giới.